# Jana D. Karlíčková
Jana D. Karlíčková vlastním jménem PhDr. Jana Dvořáková (* 13. březen 1963 v Písku) je česká spisovatelka.

## Život
Narodila se v Písku.
Vystudovala gymnázium v Milevsku, češtinu a historii na Filozofické fakultě Univerzity Karlovy v Praze a angličtinu na Pedagogické fakultě Univerzity Karlovy v Praze. Působila jako učitelka na střední škole nejprve v Praze a pak v Českých Budějovicích. V roce 1994 se rozhodla následovat svého manžela na pracovní stáž do Pittsburghu. Během dvou let procestovali i s oběma malými dětmi téměř celé Spojené státy americké. Po návratu do Českých Budějovic pracovala jako redaktorka regionální televize GIMI, korektorka v tiskárně Inpress a externí redaktorka a korektorka v několika nakladatelstvích. V roce 2006 se na dalších deset let vrátila k učitelské profesi a učila na Střední elektrotechnické škole v Hluboké nad Vltavou a na gymnáziu v Kaplici. Od roku 2017 pracuje v Útvaru pro zahraniční vztahy na Rektorátu Jihočeské univerzity v Českých Budějovicích.

## Dílo

### Romány
- Ten, kdo nezapomíná (2002)
- Přechodné bydliště Hatteras (2005)
- Město krásných zvrhlíků (2008)

## Obsah knih

### Ten, kdo nezapomíná
Mladá učitelka Iveta se rozhodne vymanit se ze zaběhnutého životního stereotypu a milostných vztahů bez perspektiv. Na cestě hledání sebe sama ji jeden muž doprovází a druhý sleduje. Proč? Představuje pro ni nebezpečí nebo jsou jejich setkání jen podivné náhody?

### Přechodné bydliště Hatteras
Hrdiny jsou tři mladí lidé, přátelé od dětství.
Hlavní hrdinka Tereza Levandovská, která pracuje jako korektorka v tiskárně, ztratila v dětství oba rodiče a vyrostla v rodině svého strýce spolu s jeho synem Markem. Marek Lipský je nadaným extraligovým hokejistou, jehož kariéru ukončí úraz na motocyklu. Poslední z trojice je Věra Marková, ředitelka a jediná obyvatelka zámku, v jehož zdech se kdysi odehrávala řada dětských příběhů postav románu.
Začátek knihy zastihuje Terezu po návratu z ostrova Hatteras, kam se na rok vypravila, aby se zde jako společnice bohaté příbuzné pokusila zaplašit stále se stupňující vtíravé výčitky svědomí. Narůstá v ní pocit, že zavinila smrt jednoho ze svých rodičů, který začne postupně narušovat dosud spokojené soužití s advokátem Danem i její práci.
Velkou hodnotou je pro Terezu přátelství s Markem, kterému pomáhá v hledání nového uplatnění mimo svět vrcholového sportu, a s Věrou, která se potýká s nejednoznačnou sexuální orientací svého přítele – extravagantního divadelního režiséra Oty.
Jsou to oni, kdo Tereze nakonec pomohou rozpomenout se na detaily dávné události a vnést do ní potřebné světlo.
Román je zalidněn i řadou dalších postav a postaviček, jejichž osudy se prolínají s osudy hlavních hrdinů.
Kniha je napsána elegantním kultivovaným jazykem, který poutavý, napínavý příběh s ženskou hrdinkou ozvláštňuje a dodává mu místy až poetické kouzlo.

### Město krásných zvrhlíků
Dějově bohatý a s lehkou nadsázkou napsaný příběh několika obyvatel svérázného Města, které mimo jiné miluje své výjimečné osobnosti, ovšem pouze pokud jejich výjimečnost nepřekročí určité hranice. Přesně takovou osobností je sebejistý taneční mistr Adon, majitel proslulé taneční školy, který hledá inspiraci pro její další směřování. V té chvíli potkává malou Sáru s jojem a v jeho hlavě se zrodí nápad na nový taneční styl. Netuší ovšem, do jakých problémů se řítí tím, že učiní Sáru svou žačkou!
Nad její bezpečností bdí úzkostlivý a poněkud paranoidní otec Luky, sběratel králičích lebek jojer Vik i podivínská stařena z polozapomenuté a chátrající Blátivé ulice, která je i Adonovým a Vikovým domovem. Navíc se Sára stane předmětem žárlivosti tanečnice Lorety, Adonovy přítelkyně, která se usadí v jeho domě a s pomocí útržků starého deníku se pokouší proniknout do jeho záhadné historie, jež se později ukáže být klíčem k osudům téměř všech postav románu.